# Polyarthra euryptera
Polyarthra euryptera är en hjuldjursart som beskrevs av Wierzejski 1891. Polyarthra euryptera ingår i släktet Polyarthra och familjen Synchaetidae. Arten är reproducerande i Sverige. Inga underarter finns listade i Catalogue of Life.